# Jizia
Jizya (cizye în turcă, cizie în română) este taxa suplimentară impusă populației de altă religie decât islamul, din interiorul granițelor statului islamic (califatului). Este un impozit tip "capitație" (funcție de numărul de persoane și nu funcție de avere sau dimensiunea proprietății funciare, în contrast cu alt impozit musulman, anume haraciul (kharaj (arabă), harac (turca otomană)).
Această practică discriminatorie își găsește justificarea în poruncile zeului unic al islamului (Alah) către credincioșii lui, porunci care sunt enunțate în versetul coranic 29 din surata 9 ("al-tawba") ce prescrie explicit caracterul și funcția umilitoare a acestei taxe. O altă sursă legală a acestei practici o reprezintă și așa-numitele prescripții ale lui Omar ('Umar), prin care acest calif a schimbat, degrandându-l, statutul nadjaranienilor. Nadjaranienii erau o republică creștină (o oază importantă, întinsă pe o fâșie de 100 de km, azi corespunzând aproximativ provinciei cu același nume din Arabia saudită), unul dintre principalele focare ale creștinismului nestorian în peninsula Arabiei. În 632 e.n., Mahomed a încheiat cu ei un tratat de protecție (ahd ad-dhimma), însă odată ce statul islamic a devenit un puternic imperiu, arabii musulmani au simțit nevoia să reducă drepturile nadjaranienilor, care și așa erau umilitoare, și asta s-a întâmplat prin așa-numitele prescripții ale lui Omar, al cărui model va fi reprodus mai jos, pentru evaluarea exactă a naturii statutului de dhimmi și funcției de instrument de umilire a jizyei.
Istoricii ne spun  însă că textul coranic menționat mai sus și care introduce jizya (cizia) este o interpolare ulterioră, în măsura în care însuși termenul în sine (jizya) este un hapax (hapax legomena) în Coran, iar acest tip de taxă tip capitație era practicat atât de către bizantini cât și de către perși; mai mult, caracterul rasist, discriminatoriu al acesteia se știe că a fost preluat de arabi de la perși, care în timpul imperiului sasanid, sub Șapur II de ex., impuneu o taxă tip capitație procentual dublă creștinilor din interiorul statului lor. Astfel, Bal'ami, traducător și comentator pers din secolul al X-lea al scrierilor (Analelor) lui Tabari, scria:
"Tributul impus și azi provinciilor Sauad și Iraq este același din timpul regilor perși, și pe care Sa'd l-a menținut în profitul musulmanilor."
Profesorul Alfred-Louis De Prémare spune:
"Se pare deci că impozitul tip capitație era la origine o instituție profană practicată de către puterile anterioare cuceririi musulmane. Întrebarea care apare este aceasta: de ce musulmanii, că e vorba de Mahomed sau de succesorii lui, i-au dat girul unui cuvânt divin."
Știm de asemenea că destule decenii după moartea Profetului, noțiunile de taxă tip capitație și de impozit funciar erau interschimbabile, iar modalitățile de prelevare erau departe de a fi uniforme. 	
În legătură cu scopul dublu, de spoliere economică dar și acela de umilire, pasajul coranic indicat mai sus este clar în ce privește a doua chestiune (umilința), dar nu și prima (exploatarea economică). Avem însă ecouri ale spuselor lui Mahomed și ale apropiaților lui, care lămuresc și acest aspect. Este vorba despre Tamim Al-Dari, un arab creștin, palestinian de loc și comerciant de meserie, născut în teritoriu gasanid și fiind d.p.d.v. clanic un lakmid (din tribul lakhm). El afirma că Profetul ar fi spus:
"Religia asta (islamul) va ajunge peste tot în lume; va pătrunde în casele sedentarilor și-n corturile nomazilor, până când Alah va slăvi islamul și va umili necredincioșii."
El (Tamim adică) adăuga:
"Știu asta din chiar experiența a familiei mele: acei dintre ai mei care au aderat la islam au câștigat bunuri, onoare și glorie, iar cei care au persistat în necredință au cunoscut umilința (dhull), statutul de inferioritate (saghar) și capitația (jizya)."
De Prémare comentează:
"Membrii familiei lui Tamim care au rămas creștini sunt taxați drept necredincioși (kufr). Ei trebuie să plătească capitația (jizya), ca semn al inferiorității lor și ca semn al înjosirii (saghar) lor. Regăsim în această relatare aceeași asociere de termeni (din - religie, jizya - capitație și saghar - stare de inferioritate, înjosire) ca în versetul coranic citat mai sus. Dacă această relatare este într-adevăr a tovarășului Profetului, Tamim, a cărei moarte o situăm în jurul anilor 660, asta ne face să concluzionăm că statutul de inferioritate legat de jizya a începugt să fie pus în practică după terminarea cuceririlor Sirio-Palestinei, Mesopotamiei și Egiptului ; cât despre momentul redactării textului coranic paralel, este foarte probabil ca aceasta să corespundă aceluiași context istoric. "
Știm de altfel din surse siriace că abia în 691, sub Abd-al-Malik, a avut loc primul recensământ general al persoanelor și bunurilor populației cucerite, și că acest calif a fost acela care a emis un ordin care făcea obligatorie prelevarea capitației de la populația nemusulmană, care era în covârșitoare majoritate (vezi Istoria Orientului Mijlociu a lui Bernard Lewis, pag. 76 în ediția Albin Michel din 1997).
Ca fost treritoriu inclus în ceea ce în dreptul islamic (șariatul) este desemnat "dar al-Islam" (teritoriul islamic), asta cel puțin în interpretarea dată de către anumiți sultani otomani pe când destinul istoriei le surîdea încă, România, prin provinciile ei istorice, a cunoscut în mod direct acest tip de impozit discriminator ("tributul" pe care Țările Române îl plăteau turcilor se numea "cizye" sau "harac" (rom. haraci), adică ceea ce în turca otomană desemna "jizya" și "kharaj"-ul arab), așa cum dovedește, de exemplu, scrisoarea de protest din 1531 a sultanului Suleiman Kanuni adresată regelui Poloniei, protest provocat de faptul că acesta din urmă schimbase solii cu Petru Rareș (românii nu aveau dreptul pe atunci să aibă relații externe, acestea ținând de resortul Porții). Ori sultanul afirmă explicit că:
"domnii Moldovei și Țării Românești sunt sclavii mei și tributari, și posesiunile lor sunt încorporate între celelalte state ale noastre, în același fel cu Bosnia și Semendria, constituind proprietatea noastră".
Același sultan otoman folosea în 1545 un limbaj similar, afirmând că:
"Țara Românească este țara mea, ca și celelalte țări ale mele, iar raia-lele (adică populația, termenul în sens propriu și figurat însemnând "turma") sale sînt robii mei tributari" (tc. otomană: "Eflâk benim sair memleketlerim gibi memleketim olub re'ayasi dahi haracguzâr kullarimder).
De altfel, în numeroase alte firmane sultanale, se spune că locuitorii Țărilor Române sunt "la fel ca și celelalte raiale din țările bine păzite" ("sair Memâlik-i Mahruse reâiasî gibi").
Așa cum au pățit deci nadjaranienii cu Mahomed și mai apoi Omar, și românii au trebuit să constate că dreptul și practica (jurispudența relațiilor internaționale) islamică nu leagă un calif să respecte tratatele încheiate de predecesorii lui (de unde obiceiul ca acestea să fie reînnoite (dacă noul calif accepta asta, în lipsa reînnoirii partea nemusulmană trebuind să se împace cu degradarea statutului ei). Astfel, pe măsură ce imperiul otoman a căpătat preponderență în Europa de est în detrimentul puterilor creștine regionale, care erau regatul polonez și ungar, condițiile închinării Țărilor Române s-a schimbat și el (în rău), până a deveni d.p.d.v. practic aproape identice celor unui teritoriu aparținând Dar al-Islam.
Noțiunea de jizyza este strâns legată de aceea de dhimmi (tc. otomană "zimmi", rom. "zimi"), acesta din urmă desemnând subiectul nemusulman al statului islamic (califatului). O idee inexactă care poate fi chiar găsită încă pe wikipedia engleză (dar nu și în enciclopedia "britannica on line"), este aceea că în schimbul taxei suplimentare jizyza percepută de statul islamic de la populația lui nemusulmană, aceasta din urmă era scutită de furnizarea de luptători pentru războiele de agresiune sau apărare ale califatului; ori, chiar trecând cu vederea practica otomană a "  culegerii de copii creștini  " (în turca otomană: "devșirme"), rămâne fapt că una dintre datoriile subiecților statului islamic era și "  auxilium  "-ul, adică furnizarea de oameni pentru trupe care să lupte alături de armata regulată musulmană (turcă); astfel, soldații Țării Românești și ai Moldovei au luptat de numeroase ori pe teatrele de operații europene alături de armata otomană, iar moldovenii au participat, o dată, chiar și pe un teatru de operațiuni asiatic (în Anatolia).
Mai jos este textul unei scrisori adresate lui Omar de către deportații nadjaranieni, considerat model pentru detaliile juridice ale statutului de plătitor de jizya (dhimmi); în paranteze drepte se află porțiunea de text care diferă de la o variantă la alta, așa cum se reflectă acestea în diversele cronici musulmane):
"Când ați venit asupra noastră v-am cerut aman (securitate) pentru noi, pentru familiile noastre, pentru bunurile noastre și pentru toți cei de credința noastră; (primindu-l) noi ne-am angajat față de domniile voastre [la următoarele: sa plătim îndată jizya și să fim umiliți] ; de-acum înainte să nu mai construim în orașele noastre și aici în împrejurimile lor nici mânăstiri, nici biserici, nici case patriarhale, nici schituri; nu vom mai repara lăcașurile (noastre de cult), care se vor afla în ruină și nici casele (noastre), care se găsesc în cartierele musulmane.
Nu vom refuza defel intrarea musulmanilor în bisericile noastre, fie ziua, fie noaptea; pentru aceasta le vom lărgi ușile pentru a înlesni accesul trecătorilor și călătorilor aici; vom primi la noi pe orice călător musulman și-i vom găzdui [dându-i casă și masă] timp de trei zile; nu vom acorda adăpost dușmanilor statului (musulman) nici în bisericile noastre, nici în casele noastre și nu vom tăinui față de musulmani nimic din ceea ce le-ar putea produce vreo pagubă; nu vom învăța [nici noi], nici pe copiii noștri (Coranul); nu vom predica deloc (altora) legea noastră și nici nu vom chema pe nimeni la ea: dar nu vom împiedica pe nimeni dintre ai noștri să îmbrățișeze Islamul, dacă aceasta îi va fi vrerea. [În public], îi vom trata pe musulmani cu cinste și considerație și ne vom ridica de pe locurile noastre, dacă ei vor dori să se așeze.
Nu ne vom asimila deloc lor în ceea ce privește veșmintele, nici calançoua, nici turbanul, nici încălțările, și nici în felul de tundere sau aranjare a părului. Nu vom folosi deloc expresiile lor (uzuale) în graiul nostru și nici nu le vom împrumuta poreclele.
Nn ne vom servi de șei când vom merge călare, nici nu vom purta sabie asupra noastră; nu vom fabrica deloc arme [și săbii] și nici nu le vom purta asupra noastră [într-un oraș sau pe drumurile musulmane]; nu ne vom face deloc peceți cu caractere arabe; nu vom vinde deloc băuturi fermentate (kumur). Ne vom rade (doar) părțile anterioare ale capului și vom păstra aceleași forme ale veșmintelor noastre ca în trecut (...); vom face să nu se vadă crucile noastre [pe biserici și] la ceremonii, nici cărțile noastre [sfinte] pe nici una dintre străzile frecventate de musulmani și nici în piețele lor. [Nu vom etala idolatria, nici nu-i vom îndemna pe alții la aceasta.]
(...) În bisericile noastre nu vom trage clopotele decât foarte încet și nu vom ridica deloc vocea la rugăciune [și la cântările noastre religioase], când un musulman va fi de față; vom face să nu se audă deloc bocetele, când ne petrecem morții; (...) nu vom ține în mână pe stradă lumânări (aprinse) (...); [nu ne vom aduna împreună într-un cartier musulman, nici în prezența musulmanilor]; nu ne vom îngropa morții în apropierea (cartierelor) musulmanilor, (...) nu vom lovi niciodată un musulman.
Nu vom lua deloc robi dintre persoanele care sunt destinate prin partaj musulmanilor; nu vom căuta deloc să avem case [mai înalte decât ale musulmanilor] cu vederea spre interiorul locuințelor acestora. Acestea sunt condițiile la care am subscris noi toți și membrii neamului nostru și în schimbul cărora am primit aman. Dacă vom încălca [dacă cineva dintre noi va încălca] vreuna din aceste condiții acceptate de noi, atunci musulmanii nu vor mai avea nici o obligație (zimmet) de respectat față de noi [față de acela] și le va fi îngăduit și permis să ne trateze [să-l trateze] ca pe răzvrătiți și rebeli [răzvrătit și rebel]".
Pornind de la acest text și de la teoria și practica juridică musulmană acumulată de-a lungul secolelor, juriștii musulmani au grupat obligațiile plătitoruilor de jizya (zimmi-ilor, "protejaților") dintr-un stat islamic în două categorii: 6 obligații "absolut necesare", iar alte 6 doar "dezirabile". Potrivit celor 6 obligații "absolut necesare", supușii nemusulmani erau obligați:
1. să plătească capitația (jizya), pe trei categorii, în funcție de mărimea averii, ori în funcție de practica locală, impozitul funciar haradj al cărui cuantum se fixa în raport cu întinderea și calitatea pământului (kharaj wazîfa) ori cu felul culturii și mărimea recoltei (kharaj mukasama);
2. - 4.: să manifeste o atitudine plină de respect pentru religia și practicile musulmane, pentru Profet și Coran, pentru viața și proprietatea musulmanilor;
5. să nu întrețină relații sexuale și, cu atît mal mult să nu se căsătorească cu femei musulmane;
6. sa nu ajute în nici un fel pe dușmanii Islamului, pe harbî-i (de unde interdicția de a exporta "articole strategice", de ex. cai și arme, în dar al-harb), să nu le acorde azil, sa nu le divulge tainele islamului si să nu cadă la înțelegere cu ei.
Obligațiile "dezirabile", a căror respectare depindea de epocă și de societate, erau următoarele :
l. în relațiile comerciale cu musulmanii, zimmi-ii nu trebuiau să vândă acestora vin., să le dea camătă, să bea vin sau să mănânce carne de porc în public, adică de față ca musulmanii;
2. pentru a putea fi deosebiți de musulmani, trebuiau să poarte anumite semne speciale (un petec galben, etc.) pe haine;
3. să nu meargă călare decât pe măgari și catâri, dar fără șea, și să nu poarte arme ;
4. să nu-și construiască locuințe mai înalte decât ale musulmanilor, ci egale sau - de preferință - mai joase;
5. să nu-și ridice lăcașuri de cult prea aproape de musulmani (de locuințele lor), iar clopotele și rugăciunile lor să nu deranjeze pe musulmani;
6. să nu-și bocească prea tare morții, care nu pot fi îngropați prea aproape de cartierele musulmane.
Antoine Fattal, care a dedicat un studiu fundamental statutului zimmi-ilor (1958), își formulează astfel concluziile privitoare la acest statut:
"Dhimmi-ul (...) este un cetățean de mâna a doua. Dacă e tolerat, e pentru rațiuni de ordin spiritual, căci se păstrează speranța de a-l converti, și pentru rațiuni materiale, căci lui i se impun aproape totalitatea sarcinilor fiscale. I se lasă un loc în cetate, dar nu fără a-i reaminti mereu starea sa de inferioritate (…). Dhimmi-ul nu e în nici un fel egalul musulmanului. El este apăsat de inegalitate socială și constituie o castă disprețuită; de inegalitate privind drepturile individuale; de inegalitate la plata impozitelor; de inegalitate în fața justiției, pentru că mărturia sa nu este admisă de tribunalele musulmane și pentru că, în cazul egalității de delict, el nu beneficiază de egalitate de pedeapsă".
Marele turcolog român Mihai Maxim, relatează într-o lucrare a sa modul în care se desfășura predarea cizyei sau harciului, în anumite timpuri și locuri, cităm:
"[…] la predarea capitației sau a haraciului emirului musulman în divan, acesta îl lovea după grumaz pe nemusulmanul venit cu capul plecat și spinarea încovoiată, spunându-i: "Plătește-ți darea, tu, dușman al singurului Dumnezeu!", după care un slujitor îl arunca afară."
Tot renumitul nostru turcolog mai spunea:
"Asemenea prescripții, ca și aceea de a purta semne distinctive pe veșminte au rămas în vigoare până în epoca sultanului reformator Mahmud II (1808 - 1839) și, parțial, chiar până la reformele lui Ataturk. Diferența dintre statutul musulmanilor și cel al nemusulmanilor rezultă și din aceea că târziu, la 1837, cu prilejul vizitei lui Mahmud II în Rumelia, în timp ce musulmanii îl întâmpinau pe acesta stând drepți și cu mâinile pe abdomen, "raialele" nemusulmane, chiar episcopii și alți prelați, trebuiau să stea culcați și cu capetele în pământ, neavând dreptul să privească la "fața luminoasă" a sultanului."
Relativ la valoarea ciziei și haraciului, aceasta varia de la o epocă la alta, de la un regim califal la altul și de la un caz la altul. Un singur lucru nu se poate spune totuși, și anume că era nesemnificativă valoric, și în acest sens avem mărturia textelor islamice în legătură cu un caz cu valoare de model în dreptul islamic referitor la jizye, anume Kaibar-ul; Profetul, după ce a cucerit Kaibar-ul evreiesc, le-a permis locuitorilor care erau agricultori să-și lucreze în continuare pământurile, cu condiția livrării către musulmani a jumătate din recolta anuală. Știm de asemenea din scrierile vechi românești, precum Descrierea Moldovei a lui Cantemir și Letopisețul Țării Moldovei a lui Miron Costin, că Țările române erau spoliate de califat, care era întruchipat în epocă de Imperiul otoman. Cantemir vorbește despre un tribut de 4000 de ducați, pe care Bogdan s-a angajat să-l plătească turcilor. Emil Boldan, în prefața la Letopiseț spune că "epoca descrisă de acesta este plină de groază pentru Țările Românești, jugul otoman fiind din ce în ce mai apăsător, costisitoarele expediții războincie ale statului turc făcându-se pe cheltuiala popoarelor subjugate, […] turcii nemulțumindu-se numai să stoarcă Țările Românești de bani și de mărfuri. În monografia sa Țările Române și Înalta Poartă, istoricul Mihai Maxim amintește faptul că rapoartele pregătite pentru Ferdinand I indicau că în 1564 Moldova și Țara Românească dau anual Porții 100000 de ducați și o mare cantitate de grâne și carne, el oferind ca una dintre explicațiile pentru care Țările Române n-au fost cucerite de Califat și faptul că acesta se temea că dacă ar instala un guvernator turc, n-ar mai avea de acolo atâția bani, grâne și carne. El mai amintește în aceeași lucrare și un raport venețian din 1593 în care se arată că la un moment dat, excedați fiind de situația în care se găseau, un grup de locuitori ai Țării Românești s-au prezentat la Divanul Imperial pentru a cere transformarea țării în sangeacat (provincie a imperiului), fapt care n-a putut să fie acceptat, căci, precizează raportul, toți știu că nu va aduce nici pe departe cât în prezent. Asta denotă starea jalnică a adminstrației otomane și meritele celei românești, care nu era afectată de corupție ca provinciile imperiului.
Alte surse care ne pot indica valorea jizyei într-un moment sau altul al istoriei expansiunii islamului se găsesc în scrierile persanului Baladuri, mai precis în a sa Kitab Futuh al-Buldan ("Cartea cuceriri țărilor"). Textul este chiar recunoscut pentru tipicul recurent al descrierii, începând cu atacul, încheierea tratatelor de închinare (de protecție). Explicația acestei curiozități stă în faptul că în dreptul musulman este capital să fie cunoscut dacă o așezare a fost cucerită prin forță ("anua") sau s-a predat ("sulh"), căci în funcție de asta se stabilește soarta populației pe zeci și zeci de generații. Cucerirea Egiptului prin faptul că a fost neclară din acest punct de vedere a produs o mare dispută în ce privește plata ciziei. După cum știm deja, cei care s-au predat vor deveni zimi, cei care au fost cuceriți vor deveni sclavi sau vor fi pur și simplu uciși, sau mai exact bărbații vor fi uciși, iar femeile și copii vor fi făcuți robi. Coranul reglementează atent sclavia, de altfel. 
Exemplul localității bizantine Calinicos este ilustrativ pentru tot restul listei de localități subjugate: Armatele musulmane sosesc în regiune în 639 e.n. și supun mai întâi populația rurală, agricultorii din jurul localității, istoricul amintind de prada făcută cu această ocazie. Orașul, întărit fiind, nu se predă odată ce armatele islamului se instalează în fața porții, drept pentru care începe asediul. Se iau robi din populația agricolă fără apărare, din jurul localității, se pradă tot ce putea fi de folos unei armate de asediu. La capătul câtorva zile de izolare completă orașul încercuit se predă în lipsa unei speranțe de scăpare care nu avea de unde să vină. Generalul quraișit Iyad Ibn Ganm le acordă aman, declarându-le în bună tradiție scriptuară că Pământul este al nostru, l-am călcat cu copitele cailor noștri și l-am câștigat. Aici se amintește despre impunerea ciziei de un dinar (dinarul era moneda de aur romană și bizantină, în greutate de 4 grame jumate; musulmanii vor începe să bată monedă proprie după 692 e.n., în această perioadă fiind introdusă și politica de obligativitate a folosirii limbii arabe în administrația statului musulman), și, fapt notabil, impozitarea în plus a copiilor și femeilor. Wikipedia engleză, ca și britannica on line de altfel, se află din acest punct de vedere în eroare, cât timp afirmă că cizia era impusă doar bărbaților nemusulmani. Asta poate este regula pe care unii încearcă s-o deducă acolo unde complexitatea cazuisticii nu permite pur și simplu acest lucru, căci după cum putem constata din chiar scrierile istoricilor musulmani, cizia nu numai că era prelevată de la nemusulmani, dar ea a fost prelevată într-o epocă de criză a imperiului otoman chiar și de la recent renegații (convertiții)! Mai știm de asemenea că această taxă a fost impusă nediscriminatoriu unor populații cucerite, chiar și musulmanilor, așa cum arată cazul supunerii berberilor. Mai mult, istoria cunoaște cazuri în care arabi creștini (și care au rămas creștini mult timp după înțelegerea cu musulmanii) au fost scutiți de plata ciziei - vezi istoria taglib-ilor. Capitolele care se ocupă de această taxă din lucrarea Fundamentele Islamului a profesorului De Prémare sunt în acest sens revelatoare. Sintagma în general s-ar fi impus deci în cazul acestei afirmații privind întinderea ciziei, asta dacă era să se prețuiască exactitatea. 
Baladuri continuă descrierea spunându-ne ca impozitul a fost fixat de guvernatorul musulman repede instalat la 4 dinari, nefiind foarte clar dacă este vorba despre cizie sau un alt impozit suplimentar. Alte cazuri ce mai pot fi menționate ca apărând în cronicile vremii descriu cam același tablou, de exemplu cronicile bizantine, siriace și armenești. Cele din urmă sunt interesante în sensul că descriu d.p.d.v. cronologic următoarea etapă a campaniei de cucerire musulmană după cea a Palestinei bizantine, mai precis cucerirea Advin-ului, redată de istoricul armean Sebeos. Tonul, evident, este mult mai empatic vis à vis de populația înrobită sau măcelarită, fiind descrise cu lux de amănunte devastările, incendierile, măcelul ulterior plus cei 35 de mii de sclavi răpiți de la căminele lor. În mod paradoxal dacă e să citim dogmatic istoria ciziei ca redactorii enciclopediilor menționate mai sus, Baladuri descrie și el cucerirea Advin-ului, menționând, cum ne-a obișnuit, tratatul de protecție. Au fost luați sclavi și s-a făcut prăpăd în aceste condiții, așa cum ne indică cronica armenească și cum o confirmă cea siriacă (Zuqnin)? Explicația stă poate în faptul că localitatea a fost atacată de armatele musulmane în două rânduri, deși cu greu și acest detaliu poate constitui o explicație clarificatoare… Avem, cum s-a amintit mai sus, și exemplul Egiptului al cărui statut a fost pentru istoricii tradiției musulmane însăși ambiguă, unii susținând că a fost cucerit prin forță, alții opinând că a fost vorba despre o predare cu tratat de protecție (dhimmi). Din nou cronicile nonmusulmane (cele copte în speță) ne descriu prăpădul făcut la cucerirea Egiptului, de exemplu aceea a coptului Ioan de Nikiou, care descrie cucerirea orașului Bahnasa din Egiptul mijlociu, și impunerea de către Amr a unor impozite înrobitoare, imposibil de plătit de către populație, fapt ce a dus la depopularea satelor și migrația populației rurale spre  marile centre, ca Alexandria, pentru a scăpa de agenții musulmani. După perioada tulbure a cuceririi și guvernării militare, califul Omar s-a mulțumit doar să uzeze de sistemul fiscal bizantin deja existent, iar taxa suplimentară cizia avea și ea să devină suportabilă. Nu rare sunt de aceea pozițiile diverșilor istorici occidentali care arată moderația practică a stăpânirii musulmane, deși tot ei subliniază rolul cheie de puternic instrument de presiune socială al jiziei întru islamizarea, în timp, a masei mari a populației acestor țări subjugate de islam. În acest sens, turcologul nostru de renume mondial Mihai Maxim, spunea:
"Cât privește atitudinea față de supușii contribuabili, aceasta era dictată în primul rînd de interese economice și nu religioase, la fel ca odinioară în statul sasanid ori selgiuchid. Găsim scris într-o « Carte de învățătură » (Kitâb-i Mustetâb) de la începutul veacului al XVII-lea:
Deci ceea ce stă scris în cărțile de istorie sunt aceste trei lucruri, prin care sultanatul ființează și durează: 
1) raiaua ; 
2) vistieria; 
3) armata. 
Căci de la raiale provine vistieria, de la vistierie armata, iar cu armată se biruie dușmanul.
Altfel spus, nu dragostea de "raiale" determină o atitudine moderată față de acestea, ci vechiul calcul politico-economic că fără ele nu se poate umple vistieria și, deci, nu se poate întreține armata: oaia trebuie tunsă, însă nu peste măsură, pentru a te mai putea folosi și ulterior de ea ..."